# 白驍馬

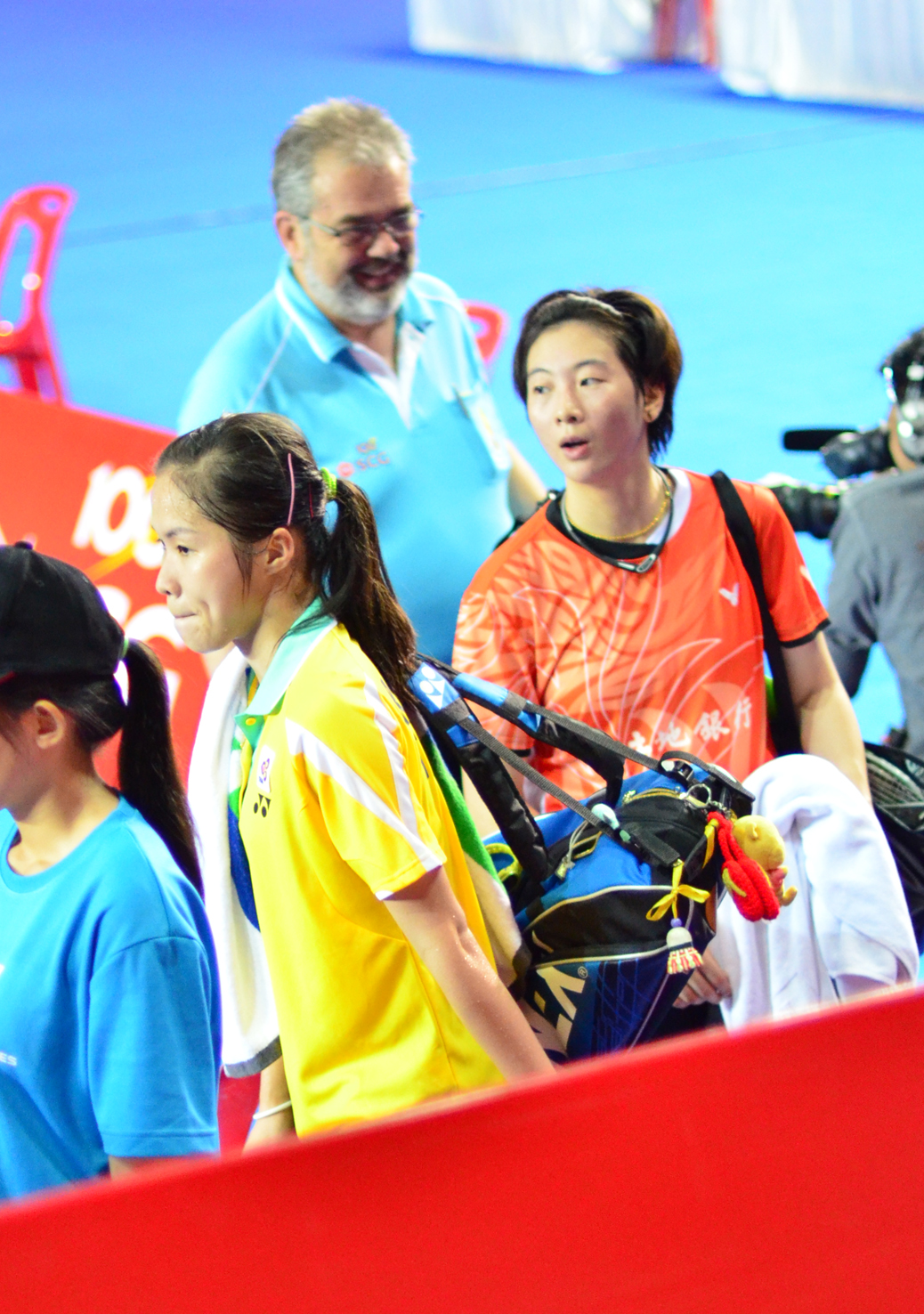
2013年

白驍馬（1986年5月7日—），本名白旻潔，台灣女子羽球選手。
她有一位年紀差五歲的胞妹白馭珀（本名白宜潔），同為羽球運動員和單打選手；二人曾在「YONEX 99年全國羽球排名總決賽」的比賽中首次正式對壘，最終白驍馬以2比0勝出。2011年，
教練安排姊妹二人組成女雙，參加國內的比賽。現今在康橋國際學校擔任體育老師。

## 簡歷
白驍馬自小參與羽毛球運動，在高中時期已漸有名氣，但卻總和冠軍無緣。2008年，她曾經因傷休息了一年半，其間有人建議她和妹妹最好把外婆取的本名改掉，以助未來運勢；她便毅然把名字由「旻潔」改為「驍馬」。在2009年9月改名後，她的運勢似乎真的好轉，先在10月份的全國運動會贏得女子單打金牌；又在次年第二次全國排名賽中首次拿得冠軍，打破了「長年老二」的宿命。
2010年11月，白驍馬代表中華台北出戰廣州亞運會，參加羽毛球比賽的女子單打及女子團體項目。
2012年7月，白驍馬出戰美國羽毛球公開賽，在女單決賽中以2比1擊敗日本的今別府香里，贏得個人生涯第一個黃金大獎賽冠軍，創下個人最佳成績。
2013年7月，白驍馬以臺北市立體育學院學生身分，代表中華台北出戰俄羅斯喀山舉行的世界大學生運動會羽毛球比賽，贏得混合團體銅牌。
2013年8月，白驍馬參加中國廣州舉行的世界羽毛球錦標賽，出戰女子單打項目，首圈以2-0擊敗愛爾蘭選手克洛伊·马吉晉級，但在第二圈卻在激戰83分钟後，以1比2（17-21、23-21、11-21）不敵7號種子、中國的王適嫻出局。
2014年8月，白驍馬參加丹麥哥本哈根舉行的世界羽毛球錦標賽，出戰女子單打項目。首圈以2-0擊敗巴西選手法比安娜·席尔瓦晉級，但在第二圈就以0比2（14-21、15-21）不敵12號種子、中國的韩利出局。

## 主要比賽成績
只列出曾進入準決賽的國際賽事成績：
| 年份   | 賽事                     | 公開賽級別 | 項目     | 拍檔   | 成績   |
| ------ | ------------------------ | ---------- | -------- | ------ | ------ |
| 2007年 | 美國羽毛球大獎賽         | 大獎賽     | 女子單打 | -      | 準決賽 |
| 2007年 | 俄羅斯羽毛球黃金大獎賽   | 黃金大獎賽 | 女子單打 | -      | 準決賽 |
| 2011年 | 世界大學運動會羽毛球比賽 | 其他       | 混合團體 | -      | 銅牌   |
| 2011年 | 世界大學運動會羽毛球比賽 | 其他       | 女子單打 | -      | 銀牌   |
| 2011年 | 世界大學運動會羽毛球比賽 | 其他       | 女子雙打 | 鄭韶婕 | 銀牌   |
| 2011年 | 中華台北羽毛球黃金大獎賽 | 黃金大獎賽 | 女子單打 | -      | 準決賽 |
| 2011年 | 愛爾蘭羽毛球國際賽       | 國際系列賽 | 女子單打 | -      | 冠軍   |
| 2011年 | 意大利羽毛球國際賽       | 國際挑戰賽 | 女子單打 | -      | 準決賽 |
| 2012年 | 美國羽毛球黃金大獎賽     | 黃金大獎賽 | 女子單打 | -      | 冠軍   |
| 2012年 | 中華台北羽毛球黃金大獎賽 | 黃金大獎賽 | 女子單打 | -      | 準決賽 |
| 2012年 | 澳門羽毛球黃金大獎賽     | 黃金大獎賽 | 女子單打 | -      | 準決賽 |
| 2013年 | 波蘭羽毛球公開賽         | 國際挑戰賽 | 女子單打 | -      | 亞軍   |
| 2013年 | 澳洲羽毛球黃金大獎賽     | 黃金大獎賽 | 女子單打 | -      | 準決賽 |
| 2013年 | 泰國羽毛球黃金大獎賽     | 黃金大獎賽 | 女子單打 | -      | 準決賽 |
| 2013年 | 世界大學運動會羽毛球比賽 | 其他       | 混合團體 | -      | 铜牌   |
| 2013年 | 東亞運動會羽毛球比賽     | 其他       | 女子團體 | -      | 銀牌   |
| 2013年 | 孟加拉羽毛球國際挑戰賽   | 國際挑戰賽 | 女子單打 | -      | 冠軍   |
| 2014年 | 伊朗羽毛球國際挑戰賽     | 國際挑戰賽 | 女子單打 | -      | 準決賽 |
| 2014年 | 奧地利羽毛球國際挑戰賽   | 國際挑戰賽 | 女子單打 | -      | 冠軍   |

| 2007-2017年 | 首要超級賽 | 超級賽 | 黃金大獎賽 | 大獎賽 | 國際挑戰賽 | 國際系列賽 | 未來系列賽 | 其他 |

| 2018-2026年 | 總決賽 | 超級1000賽 | 超級750賽 | 超級500賽 | 超級300賽 | 超級100賽 | 國際挑戰賽 | 國際系列賽 | 未來系列賽 | 其他 |

### 奧運會和世錦賽參賽紀錄
|          | 2013 | 2014 |
| -------- | ---- | ---- |
| 女子單打 | 32強 | 32強 |